# Solidago ouachitensis
Solidago ouachitensis là một loài thực vật có hoa trong họ Cúc. Loài này được C.E.S.Taylor & R.John Taylor miêu tả khoa học đầu tiên năm 1986.